# Shillong Lajong Football Club
Maillots
Le Shillong Lajong Football Club (en hindi : शिलांग लाजोंग फुटबॉल क्लब), plus couramment abrégé en Shillong Lajong, est un club indien de football fondé en 1983 et basé dans la ville de Shillong, dans l'État du Meghalaya.

## Historique
- 1983 : fondation du club sous le nom de Shillong Lajong.
- 2009 : le club est promu en Première division indienne pour la première fois de son histoire.

## Palmarès
| Compétitions nationales |
| --- |
| - Coupe d'Inde : - Finaliste : 2009-2010 et 2011. - Championnat d'Inde de deuxième division (1) : - Champion : 2010-2011. - Vice-champion : 2008-2009. |

## Personnalités du club

### Présidents du club
- P.D. Sawyan

### Entraîneurs du club
- Bobby Lyngdoh Nongbet
- Thangboi Singto
- Desmond Bulpin